# Bernd Polster

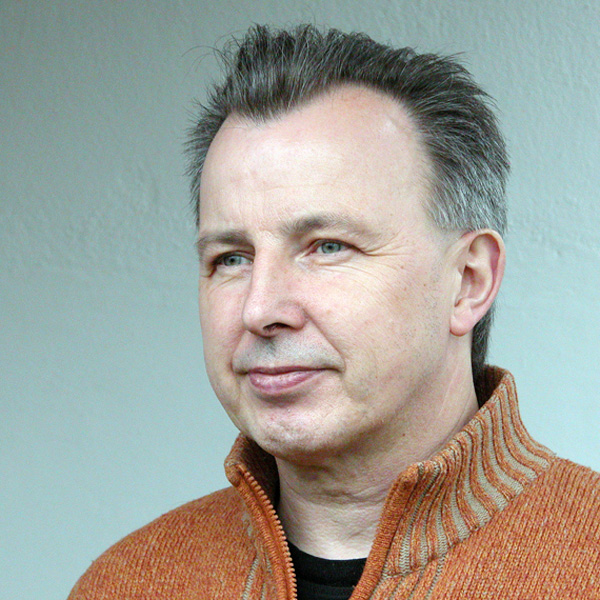
Bernd Polster 2009

Bernd Polster (* 22. Juni 1952 in Celle) ist ein deutscher Publizist und Künstler.

## Leben und Wirken
Bernd Polster besuchte das Hermann-Billung-Gymnasium in Celle. In seiner Schulzeit lernte er durch die gemeinsame Arbeit an der Schülerzeitung bi RWLE Möller kennen, mit dem er auch später weiter zusammengearbeitet hat. Die zweite Ausgabe der Zeitung wurde vom Land Niedersachsen als „beste Schülerzeitung des Jahres 1970“ ausgezeichnet, die dritte Ausgabe wurde verboten.
Während seines Studiums an der Ruhr-Universität Bochum und an der Universität Bonn beschäftigte er sich mit der „Kritik der bürgerlichen Wissenschaft“. In seiner Diplomarbeit Wissen als Voraussetzung wissenschaftlichen Lernens am Beispiel eines psychologischen Seminars untersuchte er Unzulänglichkeiten der akademischen Psychologie. Parallel zu seinem Studium wandte er sich der Kunst und Fotografie zu. Es folgten Ausstellungen mit Collagen, Zeichnungen und Fotos von Punkmusikern und stillgelegten Tankstellen. Seit 1980 arbeitet er als freier Autor. In den 1990er Jahren gründete er das „büro für buchkultur“ (später „Howard Buchproduktion“, heute „büro formweh“) und entwickelte Websites wie „formguide“ und „bonnweh“.
Bernd Polster lebt in Bonn.

## Publikationen
Polsters erstes Buch, Tankstellen. Die Benzingeschichte, ist eine exemplarische Abrechnung mit dem Kapitalismus, wobei er – wie bei allen seinen späteren Büchern – auch für die Bildrecherche und -auswahl verantwortlich war. In den 1980er und 1990er Jahren reiste er als Reportagejournalist durch Europa, unter anderem auch für das Magazin GEO. Er ist Autor von Fernseh- und Rundfunk-Dokumentationen und hat hunderte von Interviews geführt. 1995 initiierte er Westwind, eine Themenwoche des WDR über die Amerikanisierung unseres Lebens. Für das Eröffnungsfeature Alltag Made in USA erhielt er den RIAS-Fernsehpreis.
In seinen Rundfunk-Dokumentationen für den WDR, den NDR, Radio Bremen und den Deutschlandfunk hat sich Bernd Polster mit Künstlerbiografien und Phänomenen der multikulturellen Gesellschaft beschäftigt, so in seinen London-Porträts Calypso im kalten Land – Nottinghill Carnival und Tanz auf dem Vulkan – Londons Ethno-Mix. Auch in Requiem für Theresienstadt – Der böhmische Künstler Peter Kien fallen beide Themen zusammen.
Von Polster erschienen Reiseführer zu Großbritannien, Südengland und der Karibik sowie zu den Städten London, Prag und Wien. Hier übernahm er auch die Fotografie. Darüber hinaus verfasste er Stadtporträts, unter anderem von Bagdad und Bradford. Schließlich schrieb er stadthistorische Essays für Bildbände über Bonn und Köln sowie – gemeinsam mit RWLE Möller – eine illustrierte Geschichte seiner Geburtsstadt Celle.
Für GEO-Saison konzipierte, recherchierte und schrieb er ab 1990 sechs Jahre lang den Kulturkalender, in dem europäische Kulturereignisse in Kurzessays vorgestellt wurden, eine von ihm später noch häufig verwendete Textform. Dieses Projekt wie auch weitere Bücher und Reiseführer realisierte er mit der Engländerin Mandy Howard, seiner heutigen Ehefrau.
Ab 2001 war er mehrere Jahre lang verantwortlich für die „Designseite“ der Financial Times Deutschland, für die er Rubriken entwickelte wie Streitobjekte, eine Gegenüberstellung gegensätzlicher Designlösungen, Entrepreneure, eine Serie von Unternehmer-Porträts und das Legendarium, eine kritische Kolumne über Designklassiker.
Die von ihm – zusammen mit Mandy Howard und dem Grafiker Olaf Meyer – entwickelte Reihe Designlexika, in der in fünf Bänden jeweils die Designkultur eines Landes vorgestellt wird (Deutschland, Großbritannien, Italien, Skandinavien und USA), ist in vier Sprachen übersetzt worden. 2009 erschien die chinesische Ausgabe.
Seine Broschüren Schule auf Stelzen und WI’R lernen sind Porträts pädagogischer Reformprojekte. Der Band bauhaus design gilt als Standardwerk. In Kann man darauf auch sitzen?, einer satirischen Designgeschichte, attackiert er die Gewissheiten der Branche.
Das Buch Walter Knoll. Möbelmarke der Moderne ist eine umfassende Firmen-, Design- und Industriegeschichte. In seiner Biografie Walter Gropius. Der Architekt seines Ruhms stellt er die Gropius- und Bauhaus-Forschung in Frage. Dies setzte er mit dem Titel Das wahre Bauhaus fort.

## Werke

### Schriften
- Tankstellen. Die Benzingeschichte. Transit, Berlin 1982.
- mit RWLE Möller: Das feste Haus. Geschichte einer Straf-Fabrik. Transit, Berlin 1984.
- mit Astrid Eichstedt: Wie die Wilden. Tänze auf der Höhe ihrer Zeit. Rotbuch, Berlin 1985.
- Köln. Vista Point, Köln 1986.
- Bonn. Vista Point, Köln 1988.
- Swing Heil. Jazz im Nationalsozialismus. Transit, Berlin 1989.
- Wien. Vista Point, Köln 1990.
- London. Vista Point, Köln 1991.
- Südengland. Vista Point, Köln 1992.
- Karibik. Kleine Antillen – Der Süden. Vista Point, Köln 1995.
- Karibik. Kleine Antillen – Der Norden. Vista Point, Köln 1995.
- England und Wales. HB-Atlas, Hamburg 1995.
- Westwind – Die Amerikanisierung Europas. Dumont, Köln 1995.
- Super oder Normal – Tankstellen. Geschichte eines modernen Mythos. Dumont, Köln 1996.
- mit Phil Patton: Highway. Amerikas endloser Traum. Dumont, Köln 1996 (am. Ausgabe 1996).
- Prag. Dumont, Köln 1997.
- Designlexikon Skandinavien. Dumont, Köln 1999 (en., am., fr. und it. Ausgabe 2000, chin. Ausgabe 2009).
- Designlexikon Italien. (Hrsg.) Dumont, Köln 1999 (en., am., fr. und it. Ausgabe 2000, chin. Ausgabe 2009).
- Bonn. Bouvier, Bonn 1998.
- Das Designbuch. München 1999 (am. Ausgabe 1999).
- Designlexikon Deutschland. Dumont, Köln 2000 (en., am., fr. und it. Ausgabe 2001, chin. Ausgabe 2009).
- Designlexikon Großbritannien. (Hrsg.) Dumont, Köln 2000 (en., am., fr. und it. Ausgabe 2001, chin. Ausgabe 2009).
- mit Björn Springfeldt: Björm Dahlström. Formgeber. Schwedische Botschaft, Berlin 2000.
- Designlexikon USA. Dumont, Köln 2002 (chin. Ausgabe 2009).
- mit RWLE Möller: Celle. Das Stadtbuch. Edition Stadtbuch, Bonn 2003, ISBN 3-00-012605-8.
- Handbuch Design International. Köln 2004.
- Möbeldesign Deutschland. Dumont, Köln 2005.
- Braun. 50 Jahre Produktinnovationen. Dumont, Köln 2005 (en. Ausgabe 2009).
- Peter Maly Hamburg. Designografie. Dumont, Köln 2007.
- Wohndesign Deutschland. Die Klassiker. Dumont, Köln 2008 (en. Ausgabe 2008).
- mit Ulrike Jaeschke: Schule auf Stelzen. 1958–2008. Die Geschichte und Vorgeschichte der Till-Eulenspiegel-Schule. Bonn 2008.
- mit Volker Fischer und Katja Simon: bauhaus design. Die Produkte der Neuen Sachlichkeit. Dumont, Köln 2009.
- Peter Ghyczy – Der Evolutionär / The Evolutioner. Dumont, Köln 2010.
- mit Phil Patton: Autodesign international. DuMont, Köln 2010.
- WI’R lernen. Winterhuder Reformschule. Hamburg 2010.
- Und kann man darauf auch sitzen? Wie Design funktioniert. DuMont, Köln 2011.
- Kronberg meets Cupertino. Was Apple und Braun wirklich gemeinsam haben. In: Apple Design. Katalog. Hamburg 2011 (en. Ausgabe 2011).
- Murano. Klassiker des italienischen Glasdesigns. (Hrsg.) Dumont, Köln 2012.
- Tango-Manie. Die erste Tanzwelle. In: APuZ, Bonn 2013.
- Walter Gropius. Der Architekt seines Ruhms. Hanser, München 2019, ISBN 978-3-446-26263-8.
- Walter Knoll. Möbelmarke der Moderne. teNeues, Kempen 2019, ISBN 978-3-96171-098-0.
- Das wahre Bauhaus. teNeues, Kempen 2019, ISBN 978-3-96171-121-5.

### Rundfunk
- Ich war so ein Stürmender. Der Ausdruckstänzer Jean Weidt. WDR 1986.
- Grün ist die Heide. Eine Landschaft verändert sich. Radio Bremen 1986.
- Celler Ruhm. Eine deutsche Stadt von A bis Z. Radio Bremen 1987.
- Calypso im kalten Land. Londons Notting Hill Carnival. WDR 1987.
- Da wackelt die Wand. Wie die Alliierten auch musikalisch siegten. WDR 1988.
- Kleiner Roter Ziegelstein. Die Wiener Gemeindehöfe. WDR 1987.
- Requiem für Theresienstadt. Der böhmische Künstler Peter Kien. WDR 1990.
- Böhmischer Blues. Das musikalische Vorspiel der Revolution. WDR 1991.
- Tanz auf dem Vulkan. Londons Ethno-Mix. WDR 1992.
- Bollywood. British-Indische Popmusik. DLF 1993.
- Trinidad Tiger. Der Calypso-König. WDR 1993.
- Swing Heil! Jugendprotest im Nationalsozialismus. WDR 1994.
- Rabatz im Biedermannsland. Die Rock’n’Roll-Revolte. WDR 1994.
- Westside-Story 1: Protestkulturfabrik Amerika. WDR 1995.
- Westside-Story 2: Lifestylefabrik Amerika. WDR 1995.
- Das Kanakenkartel. Türkischer Rap aus Deutschland. WDR 1996.
- Gastspiel in Bagdad. Eine Reise ins Reich des Bösen. NDR 2002.
- Generation Ghetto. South Asians in Großbritannien. WDR und DLF 2003.
- Die Erfindung der Tankstelle. Deutschlandradio 2012.
- Der Architekt seines Ruhmes. Walter Gropius und die Moderne. WDR 2013.
- Im Westen was Neues. Das Bauhaus und seine Vordenker. WDR 2019.

### Fernsehen
- Der deutsche Wald. Kulturgeschichten. WDR 1994.
- Die Tankstelle. Kulturgeschichten. WDR 1993.
- Die Weißmacher. 75 Jahre Waschmittel. WDR 1986.
- 50 Jahre deutsche Besetzung der Tschechoslowakei. WDR 1989.
- 25 Jahre Unfallforschung. WDR 1989.
- Grün war die Heide. Hermann Löns. WDR 1986.
- Kleiner Roter Ziegelstein baut die große Welt. Das Rote Wien. WDR 1987.
- Westwind. Alltag made in USA. WDR 1995.
- Wie die Wilden. Eine Tanzgeschichte in 4 Folgen. WDR 1989.

## Ausstellungen
- Liebe, Installation in der Reihe Kunst im Kiosk, Bonn 1979[3]
- Ich wollt ich wär ein Huhn, Konzeptausstellung mit RWLE Möller und Harald Reiterer, Nordstadtgalerie, Wuppertal 1979[4]
- Damen und Herren, Zeichnungen, Gesindehaus, Bonn 1980[5]
- Rheinterrassen, Band-Fotos, Normal Records, Bonn 1980
- Der Betrieb, Fotografien im Kasino des Wissenschaftszentrums, Bonn 1981[6]
- Collagen, Sterntaler, Bonn 1981[7]
- Tankstille, Fotos bei Schröder & Guddat – Literatur Kunst Musik, Berlin 1981[8]
- Bilder von RWLE Möller und Bernd Polster, Künstlerhaus Hannover 1983[9]
- bildweh, Kult41 Bonn 2014[10]
- Winchelsea. 28 Wellenbrecher, Foto-Projekt, Kunstbäckerei Bonn 2015[11]
- bildweh – Neue Collagen, Collagen, Showroom Performa, Heilbronn 2015[12]
- Kelbassa, Zeichnungen, Fotos und Collagen, Kulturcafe nebenan, Winsen an der Aller 2016[13]
- Bildwehattacken, Collagen, Kunstraum Goebel, Bonn 2017
- Kunstreise, Collagen und Zeichnungen, Galerie Artspace, Remagen 2017
- Bauhaus Blicke, Zeichnungen, Kunstraum Goebel, Bonn 2018
- Bauhaus Blicke, Zeichnungen, Kunstverein Borken, Borken 2019